# Mireille Enos

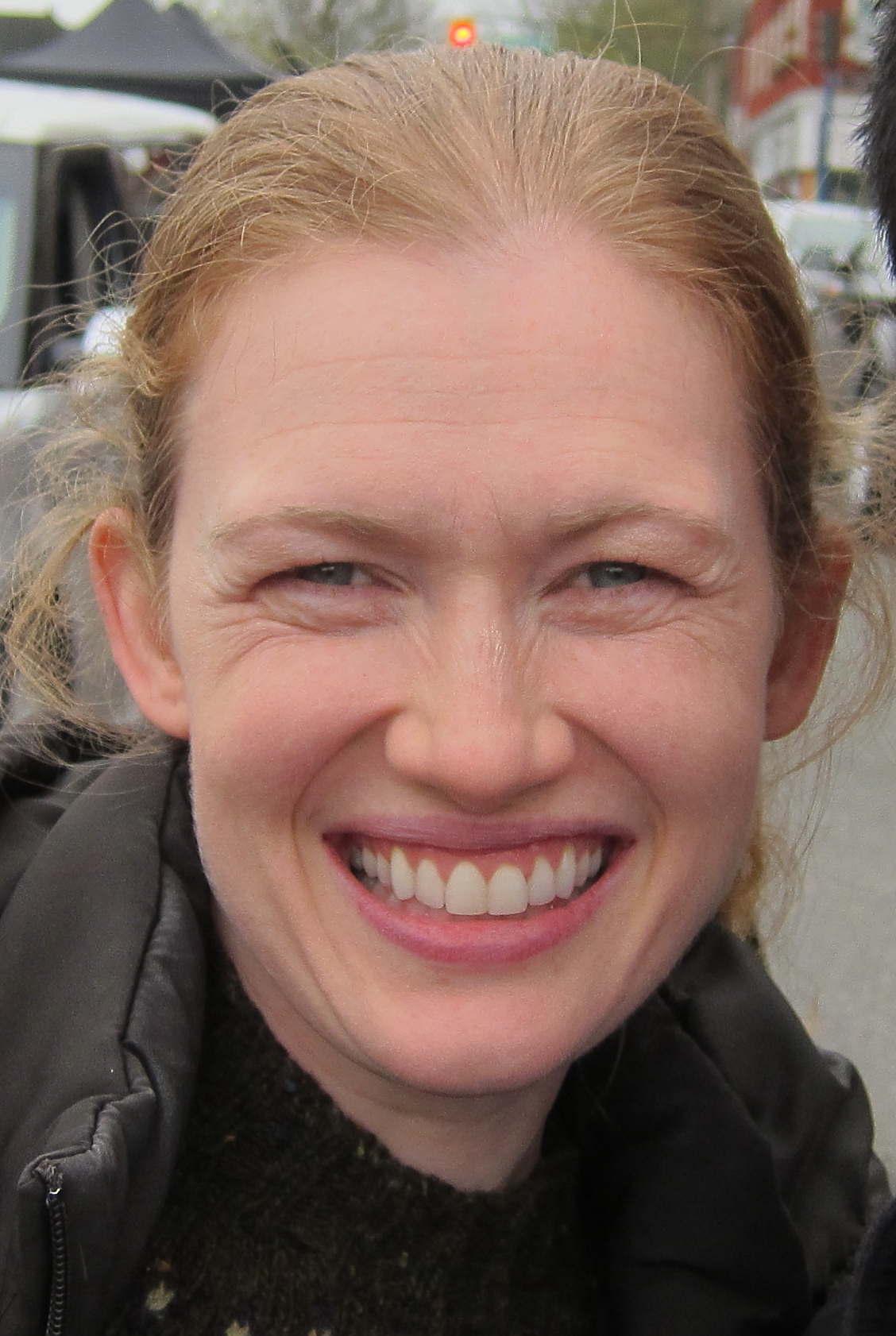
Mireille Enos (2012)

Mireille Enos (* 22. September 1975 in Houston, Texas) ist eine US-amerikanische Schauspielerin. Sie spielte Hauptrollen in Serien wie Big Love über eine Mormonen-Familie, in The Killing, dem US-Remake der dänischen Krimiserie Kommissarin Lund – Das Verbrechen, und in der Hochstapler-Serie The Catch. Hanna (seit 2019), die Serienverfilmung des gleichnamigen Films, führte sie erneut mit ihrem langjährigen Serienpartner Joel Kinnaman aus The Killing zusammen.

## Leben
Mireille Enos wurde 1975 als eines von vier Kindern einer Französin und eines mormonischen Missionars in Houston geboren. Die Familie gehört der Kirche Jesu Christi der Heiligen der Letzten Tage an. Nach ihrem High-School-Abschluss besuchte sie die Brigham Young University, wo sie Schauspiel und Theater studierte. Im dritten Studienjahr ging sie nach New York, wo sie bis 2005 in den unterschiedlichsten Theaterstücken mitspielte.
Parallel dazu spielte sie Nebenrollen in kleineren Independentfilmen und war in vereinzelten Episoden größerer Serien zu sehen, bevor sie 2007 in der Dramaserie Big Love, einer HBO-Produktion über Mormonen, eine wiederkehrende Rolle und von 2010 bis 2014 in der AMC-Krimiserie The Killing die Hauptrolle der Sarah Linden übernahm. 2013 stand sie neben Brad Pitt im Zombie-Film World War Z vor der Kamera, der auf dem gleichnamigen Buch von Max Brooks beruht.
Enos ist seit Januar 2008 mit dem Schauspieler Alan Ruck verheiratet, mit dem sie eine gemeinsame Tochter (* 2010) und einen Sohn (* 2014) hat.

## Filmografie (Auswahl)
- 1994: Alptraum hinter verschlossenen Türen (Without Consent)
- 1996: Der Tod kam als Engel (Face of Evil)
- 1999: Sex and the City (Fernsehserie, Folge 2x15)
- 2001: Männerzirkus (Someone Like You …)
- 2004: Rescue Me (Fernsehserie, Folge 1x11)
- 2006: Shark (Fernsehserie, Folge 1x09)
- 2006: Without a Trace – Spurlos verschwunden (Without a Trace, Fernsehserie, Folge 5x03)
- 2007: Crossing Jordan – Pathologin mit Profil (Crossing Jordan, Fernsehserie, Folge 6x04)
- 2007–2010: Big Love (Fernsehserie, 24 Folgen)
- 2008: Numbers – Die Logik des Verbrechens (NUMB3RS, Fernsehserie, Folge 4x15)
- 2009: Criminal Intent – Verbrechen im Visier (Law & Order: Criminal Intent, Fernsehserie, Folge 8x03)
- 2009: Lie to Me (Fernsehserie, Folge 1x10)
- 2011–2014: The Killing (Fernsehserie, 44 Folgen)
- 2013: Gangster Squad
- 2013: World War Z
- 2013: Devil’s Knot – Im Schatten der Wahrheit (Devil’s Knot)
- 2014: Sabotage
- 2014: The Captive – Spurlos verschwunden (The Captive)
- 2014: Wenn ich bleibe (If I Stay)
- 2016: Katie Says Goodbye
- 2016–2017: The Catch (Fernsehserie, 20 Folgen)
- 2017: Never Here
- 2018: Philip K. Dick’s Electric Dreams (Fernsehserie, Folge 1x07)
- 2018: Between Earth and Sky
- 2018: Dark Was the Night (Behold My Heart)
- 2018: The Lie
- 2019: Good Omens (Fernsehserie, 3 Folgen)
- 2019–2021: Hanna (Fernsehserie, 22 Folgen)
- 2023: Miranda’s Victim
- 2023: Lucky Hank (Fernsehserie, 8 Folgen)

## Auszeichnungen (Auswahl)
Emmy
- 2011: Nominierung als Beste Hauptdarstellerin einer Dramaserie für The Killing